# Guardians of the Galaxy Vol. 3
Guardians of the Galaxy Vol. 3 är en amerikansk superhjältefilm från 2023 som är baserad på Marvel Comics superhjältegrupp Guardians of the Galaxy. Det är uppföljaren till Guardians of the Galaxy Vol. 2 från 2017 och den trettioandra filmen i Marvel Cinematic Universe (MCU). Filmen är regisserad av James Gunn, som även har skrivit manus.
Filmen hade biopremiär i Sverige den 3 maj 2023, utgiven av Walt Disney Studios Motion Pictures.

## Handling
Peter Quill är fortfarande orolig för förlusten av Gamora och måste samla Guardians of the Galaxy på ett uppdrag för att försvara universum och skydda en av sina egna.

## Rollista (i urval)
- Chris Pratt – Peter Quill / Star-Lord
- Zoë Saldaña – Gamora
- Dave Bautista – Drax the Destroyer
- Vin Diesel – Groot
- Bradley Cooper – Rocket
- Karen Gillan – Nebula
- Pom Klementieff – Mantis
- Elizabeth Debicki – Ayesha
- Sean Gunn – Kraglin Obfonteri
- Sylvester Stallone – Stakar Ogord
- Will Poulter – Adam Warlock
- Chukwudi Iwuji – High Evolutionary
- Maria Bakalova – Cosmo the Spacedog[4]